# Yoyo Röhm
Joachim „Yoyo“ Röhm (* 17. Juni 1965 in Wuppertal) ist ein deutscher Musiker und Komponist.
Röhm wuchs in Köln auf und studierte an der Hochschule für Musik und Tanz Köln Gitarre und Kontrabass, verließ die Hochschule aber nach Semestern, um als freier Musiker zu arbeiten. Er war Mitgründer der Bands Bad Little Dynamos, The Absurd, Fatal Shore und Melotronik und arbeitet als Arrangeur und Produzent für diverse Sänger und Schauspieler, wie Ben Becker, Katharina Franck, Kristof Hahn, Jasmin Tabatabai, Thomas Wydler von The Bad Seeds und Martin Dean.